# Шер (река)
Шер (на френски: Cher; в древности Carus) е река в Централна Франция (департаменти Крьоз, Пюи дьо Дом, Алие, Шер, Лоар и Шер, Ендър, Ендър и Лоара), ляв приток на Лоара. Дължина 368 km, площ на водосборния басейн 13 920 km².

## Географска характеристика
Река Шер води началото си на 714 m н.в. от северозападната част на Централния Френски масив, (ЦФМ), в град Мериншал, в източната част на департамента Крьоз. В горното си течение, до град Сент Аман Мон Рон тече в северна посока през северните, хълмисти части на (ЦФМ), където по долината ѝ се редуват по-тесни участъци и долинни разширения. След това реката навлиза в югоизточната част на обширната Лоарска низина, като в средното си течение (до град Виерзон) тече на северозапад, а след това до устието си на запад в широка и плитка долина. Влива се отляво в река Лоара, при нейния 244 km, на 34 m н.в., на 15 km югозападно от град Тур, департамента Ендър и Лоара.
Водосборният басейн на Шер обхваща площ от 13 920 km², което представлява 11,85% от водосборния басейн на Лоара. Речната ѝ мрежа е двустранно развита с по три по-големи леви и десни притоци. На север и изток водосборният басейн на Шер граничи с водосборните басейни на реките Беврон, Алие и други по-малки, леви притоци на Лоара, а на югозапад и запад – с водосборните басейни на реките Ендър и Виен, леви притоци на Лоара.
Основни притоци:
- леви – Тард (77 km, 980 km²), Арнон (151 km, 2274 km²), Фузон (59 km, 1002 km²);
- десни – Оманс (56 km, 991 km²), Йевър (80 km, 2220 km²), Содър (183 km, 2254 km²),

Река Шер има предимно дъждовно подхранване с ясно изразено зимно-пролетно (от декември до май) пълноводие и лятно (от юли до септември) маловодие. Среден годишен отток в долното течение 95 m³/sec.

## Стопанско значение, селища
Шер има важно транспортно и иригационно значение. Плавателна е за плиткогазещи речни съдове на 120 km от устието, до град Сент Аман Мон Рон (южната част на департамента Шер). В долното течение част от водите ѝ се използват за напояване.
Долината на реката е гъсто заселена, като най-големите селища са градовете: Монлюсон (департамент Алие), Сент Аман Мон Рон и Виерзон (департамент Шер), Тур (департамент Ендър и Лоара).